# Maria Jane Hyde

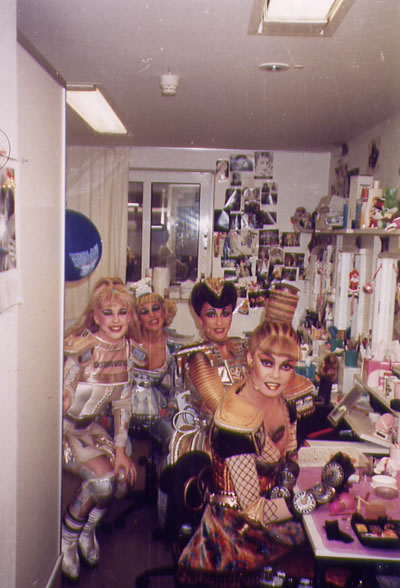
Maria Jane Hyde (Erste von links, 1988)

Maria Jane Hyde (* 1969 in London, England) ist eine britische Sängerin und Musicaldarstellerin.

## Leben und berufliche Entwicklung
Maria Jane Hyde wurde 1969 im Memorial Hospital in Shooters Hill, London, geboren. Ihr Vater Edward Hyde ist erfolgreicher Firmengründer; ihre Mutter ist Maureen Hyde, geb. Fennelly. Maria Jane wuchs mit ihren zwei älteren Brüdern in verschiedenen Vororten Londons auf. Sie besuchte ab dem vierten Lebensjahr die römisch-katholische Saint Mary’s Primary School. Ab dem Alter von zehn Jahren besuchte sie die Italia Conti Academy of Theatre Arts, die älteste Theater- und Musicalschule Großbritanniens.
Schon während der Ausbildung an der Italia Conti Academy übernahm Maria Jane Hyde Engagements in unterschiedlichen Theater- und Musicalproduktionen, u. a. in Annie (Pepper), in The Wiz (Munchkin) und in der BBC-Produktion Grange Hill. Im Jahre 1985 folgte Hyde dem Ruf des Londoner West End, wo sie persönlich durch Andrew Lloyd Webber als Sub für die Rolle der Pearl im damals neu eröffneten Musical Starlight Express (London) ausgesucht wurde. Maria Jane Hyde folgte 1988 dem „Zug der Sterne“ nach Bochum, wo sie als erste die Rolle der Pearl in der deutschen Ausgabe des Starlight Express besetzte, dem erfolgreichsten Musical der Welt. Hyde ist somit die originale Pearl in Deutschland. Sie blieb für mehrere Jahre in Bochum bei Starlight, wo sie u. a. auch als Skate Coach und Assistant Artistic Director für dieses Stück tätig war. Während dieser Zeit arbeitete sie auch mit Paul Kribbe, Bernie Blanks und weiteren Darstellern der internationalen Musicalszene zusammen.
Nach ihrer Zeit bei Starlight Express arbeitete Hyde in Produktionen wie z. B. Tabaluga & Lilli in Oberhausen, wo sie u. a. mit Paul Kribbe, Andreas Bieber und Ross Antony zusammenarbeitete, oder im Musical Miami Nights im Düsseldorfer Musiktheater Capitol, einer Musical-Bühne. Maria Jane Hyde ist u. a. noch bei „Rainbow Show Service“ mit Over The Rainbow II (Musicals in Concert) zu sehen. 2009 gründete Hyde ihre eigene Musical-Schule in Velbert.
Maria Jane Hyde lebt mit ihrer Tochter in Velbert.

## Engagements

### Musicals
- Annie (London, Victoria Palace), Pepper
- Wizard of Oz (London, Ashcroft Theatre), Munchkin/Dorothy
- Cinderella (London, AdHoc Theatre Co.)
- 1985–1988: Starlight Express (London), Erstbesetzung Pearl[3]
- 1988–1997: Starlight Express (Bochum), original Pearl
- 2000–2001: Tabaluga & Lilli (Oberhausen), alternierende Lilli, Zweitbesetzung Spinnenfrau
- 2002–2004: Miami Nights (Düsseldorf), original Präsidentin, Zweitbesetzung Laura/Mercedes
- seit 2018: Starlight Express (Bochum), Zweitbesetzung Mama

### Tourneen
- Stella Entertainment, Asien-Tour, Solistin
- Welcome 2000, Europa-Tournee, als Liza Minnelli
- Musical Nights (SET Musical Prod.), Deutschland-Tour, Solistin
- Musical Hautnah (Creativ Team Int.), Deutschland-Tour, Solistin
- Musicals in Concert (Rainbow Show Service), Deutschland-Tour, Over The Rainbow I, Solistin
- Musicals in Concert (Rainbow Show Service), Deutschland-Tour, Over The Rainbow II, Solistin

### Allgemein
- The Royal Variety Show (London Palladium)
- BBC (London), Grange Hill
- BBC (London), The Ovaltineys
- diverse u. a. für Opel GMC, Deutsche Bahn AG, Daimler-Chrysler, E-Plus, Vodafone-D2, Fujitsu-Siemens, Reemtsma, BMW, Michelin, Sparda-Bank, TNT, Sparkasse, Ferrari, Deutsche Post AG, Karstadt, Ideal Home Show

## Aufnahmen/Veröffentlichungen
- CD, What are you waiting for, Maria Jane Hyde, 1991
- CD, Starlight Express, Pearl, Original German Cast Recording[4]
- CD, Kindle Park, Solistin, Kids Rock CD, Los Angeles.
- CD, The Medleys, Solistin, Creativ Team Int.
- CD, Big Brother Christmas, Session Singer, Sony/BMG
- CD, Miami Nights, Baila Me, Solistin, Original Cast Recording
- CD, United Music Nation, Solistin, Jabba Records